# Ha Sung-woon
Ha Sung-woon (hangul: 하성운; Goyang, Gyeonggi, 22 de marzo de 1994), conocido como Sungwoon (Hangul: 성운), es un cantante surcoreano. Perteneció al grupo HOTSHOT y previamente formó parte del grupo proyecto Wanna One.

## Carrera
El 24 de diciembre de 2021 se anunció que se había unido a la agencia Big Planet Made (BPM). Después de que su contrato exclusivo con Crew Entertainment el 31 de octubre del mismo año. Previamente formó parte de la agencia Star Crew Entertainment en Corea del Sur y de CUCON en Japón. 
Desde el 29 de octubre de 2014, forma parte del grupo surcoreano HOTSHOT junto a Junhyuk, Timoteo, Taehyun, Yoonsan y Hojung. En el grupo tiene el puesto de uno de los vocalistas y bailarines.
En 2017, participó en la segunda temporada del programa Produce 101 donde se convirtió en el undécimo y último miembro en formar parte del grupo proyecto "Wanna One", donde formó parte junto a Jisung, Minhyun, Seongwu, Jaehwan, Kang Daniel, Jihoon, Woojin, Jinyoung, Daehwi y Kuanlin, desde su debut el 7 de agosto del mismo año, hasta la disolución del mismo el 31 de diciembre de 2018 después de que sus contratos finalizaran con la agencia, siendo su último concierto juntos en enero de 2019.
En enero de 2019 se anunció que en febrero del mismo año debutaría como artista en solitario.
El 30 de marzo de 2021 la agencia Star Crew Entertainment anuncian que HOTSHOT terminaba oficialmente sus actividades, sin embargo, Ha Sung-woon continuó sus actividades en la agencia hasta octubre que terminó su contrato, luego 24 de diciembre de 2021 Big Planet Made anunció: «Recientemente firmamos un contrato exclusivo con Ha Sung-woon. Estamos muy felices de ser parte de la familia con Ha Sung-woon, quien tiene varios encantos». BPM Entertainment es una nueva agencia que ha estado reclutando talentos.

## Filmografía

### Programas de variedades
| Año       | Título                              | Notas |
| --------- | ----------------------------------- | --- |
| 2021-     | Follow Me                           | miembro                                                                                                   |
| 2021      | Busted! 3                           | invitado                                                                                                  |
| 2020      | The Idol Troops Camp                | invitado                                                                                                  |
| 2019      | We Play                             | miembro                                                                                                   |
| 2019      | Perfect Combi                       | invitado                                                                                                  |
| 2019      | Mafia Game In Prison                | (ep. #19-20, 25-26) - invitado                                                                            |
| 2019      | Radio Star                          | presentador invitado                                                                                      |
| 2019      | Personality Restaurant              | [ 14 ] |
| 2019      | Weekly Idol                         | (ep. #397) - invitado                                                                                     |
| 2018      | King of Mask Singer                 | (ep. #157-158) - concursó como "Lesser Panda"                                                             |
| 2018      | Law of the Jungle in Sabah          | (ep. #325-329) - miembro                                                                                  |
| 2018      | Idol Room                           | (ep. #1) - junto a Wanna One                                                                              |
| 2018      | Knowing Bros                        | (ep. #122, 156) - invitado junto a Wanna One                                                              |
| 2018      | I Can See Your Voice: Season 5      | (ep. #3) junto a Wanna One                                                                                |
| 2018      | Happy Together                      | (ep. #6) junto a Wanna One                                                                                |
| 2018      | Two Yoo Project Sugar Man: Season 2 | (ep. #9) junto a Wanna One                                                                                |
| 2018 2017 | Weekly Idol                         | (ep. #350) - invitado junto a Jisung, Daehwi y Kuanlin (ep. #315-316, 335) - invitado - junto a Wanna One |
| 2017      | Master Key                          | (ep. #8) - invitado                                                                                       |
| 2017      | Infinite Challenge                  | (ep. #544-545) - invitado junto a Wanna One                                                               |
| 2017      | Produce 101 Season 2                | participante                                                                                              |
| 2013      | Blind Test 180°                     | (ep. #9)                                                                                                  |

### Presentador
| Año  | Título                                  | Notas                         |
| ---- | --------------------------------------- | ----------------------------- |
| 2019 | "Pepsi Concert" Music Festival In Seoul | co-presentador - junto a Ravi |

### Reality show
| Año  | Título                  | Notas                       |
| ---- | ----------------------- | --------------------------- |
| 2018 | Wanna One Go: X-CON     | miembro - junto a Wanna One |
| 2018 | Wanna One Go: Zero Base | miembro - junto a Wanna One |
| 2018 | Wanna City              | miembro - junto a Wanna One |
| 2018 | Wanna One Go            | miembro - junto a Wanna One |

### Eventos
| Año  | Título                                                 | Notas                            |
| ---- | ------------------------------------------------------ | -------------------------------- |
| 2018 | 2018 Idol Star Athletics Championships Chuseok Special | participante - junto a Wanna One |

### Anuncios
| Año  | Título               | Notas                                                   |
| ---- | -------------------- | ------------------------------------------------------- |
| 2017 | Hite Beer Extra Cold | junto a Jisung, Seongwu, Minhyun, Jaehwan y Kang Daniel |

## Discografía

### Solista
| Año  | Canción        | Álbum                                  | Notas  |
| ---- | -------------- | -------------------------------------- | ------ |
| 2021 | Fall in You    | OST de "True Beauty"                   | [ 19 ] |
| 2020 | I Fall In Love | OST de "The King: The Eternal Monarch" | [ 20 ] |

### Colaboraciones
| Año  | Artistas                  | Canción  | Notas |
| ---- | ------------------------- | -------- | ----- |
| 2017 | Chad Future feat Sungwoon | "Famous" |       |